# Monaster Wprowadzenia Matki Bożej do Świątyni w Tichwinie
Monaster Wprowadzenia Matki Bożej do Świątyni – prawosławny żeński klasztor w Tichwinie, w jurysdykcji eparchii tichwińskiej Rosyjskiego Kościoła Prawosławnego.

## Historia

### XVI–XVIII w.
Według kronik staroruskich monaster powstał na miejscu, gdzie po raz pierwszy pojawiła się Tichwińska Ikona Matki Bożej. Wspólnota powstała ok. 1560, równocześnie z rozbudową męskiego monasteru Zaśnięcia Matki Bożej. Obydwiema wspólnotami (zwanymi „wielką” i „małą”) szczególnie interesował się car Iwan Groźny. Z jego polecenia „mały” klasztor żeński otrzymał wieś Strietiłowo. Zabudowania klasztorne nad brzegiem Bieriezowiki wzniósł z drewna nowogrodzki budowniczy Fiodor Syrkow. Mniszki dysponowały jedną cerkwią pod tym samym wezwaniem, co cały monaster. Pierwszą znaną z imienia przełożoną wspólnoty była wzmiankowana w 1608 Eupraksja.
Na początku XVII w. monaster stracił cały posiadany dotąd majątek ziemski, który odebrali mu mnisi z monasteru Zaśnięcia Matki Bożej w Tichwinie. W celu utworzenia nowej wspólnoty do Tichwinu przybyła wówczas mniszka Daria, w życiu świeckim Anna Kołtowska, czwarta żona Iwana Groźnego, zmuszona do wstąpienia do klasztoru trzydzieści lat wcześniej. Po przybyciu mniszki Darii do Tichwinu car Borys Godunow zwrócił wspólnocie posiadane wcześniej ziemie. W czasie kierowania przez Darię wspólnotą powstał na jej terenie pierwszy murowany obiekt sakralny – sobór Wprowadzenia Matki Bożej do Świątyni z dwoma ołtarzami bocznymi. Poza tym w kompleksie monasterskim znajdowały się drewniane budynki mieszkalne dla mniszek i robotników, spichlerze, stajnie i budynki gospodarcze. W 1613, gdy Tichwin zajęły wojska szwedzkie, monaster został całkowicie zniszczony, a cała wspólnota w związku z tym zmuszona do wyjazdu. Po wycofaniu się Szwedów Daria wróciła do klasztoru i kierowała jego odbudową, wznosząc na powrót zniszczony sobór i budynek mieszkalny dla mniszek. Wspólnotę wspierał darami car Michał oraz prywatni ofiarodawcy. Daria pozostawała przełożoną monasteru do śmierci w 1626.
Jej starania na rzecz rozbudowy monasteru kontynuowała ihumenia Eurania. W okresie kierowania przez nią wspólnotą rozpoczęto budowę cerkwi Narodzenia Pańskiego z refektarzem (poświęcona w 1675), a następnie trójkondygnacyjnej dzwonnicy. Obydwie budowy prowadził ihumen Sergiusz z monasteru męskiego w Tichwinie. W 1704 klasztor poniósł poważne straty wskutek pożaru.
Według opisów z lat 1739–1764 monaster posiadał dwie cerkwie kamienne, dzwonnicę z ośmioma dzwonami, a jego własnością było 380 dziesięcin ziemi i 1338 chłopów.

### XIX w.

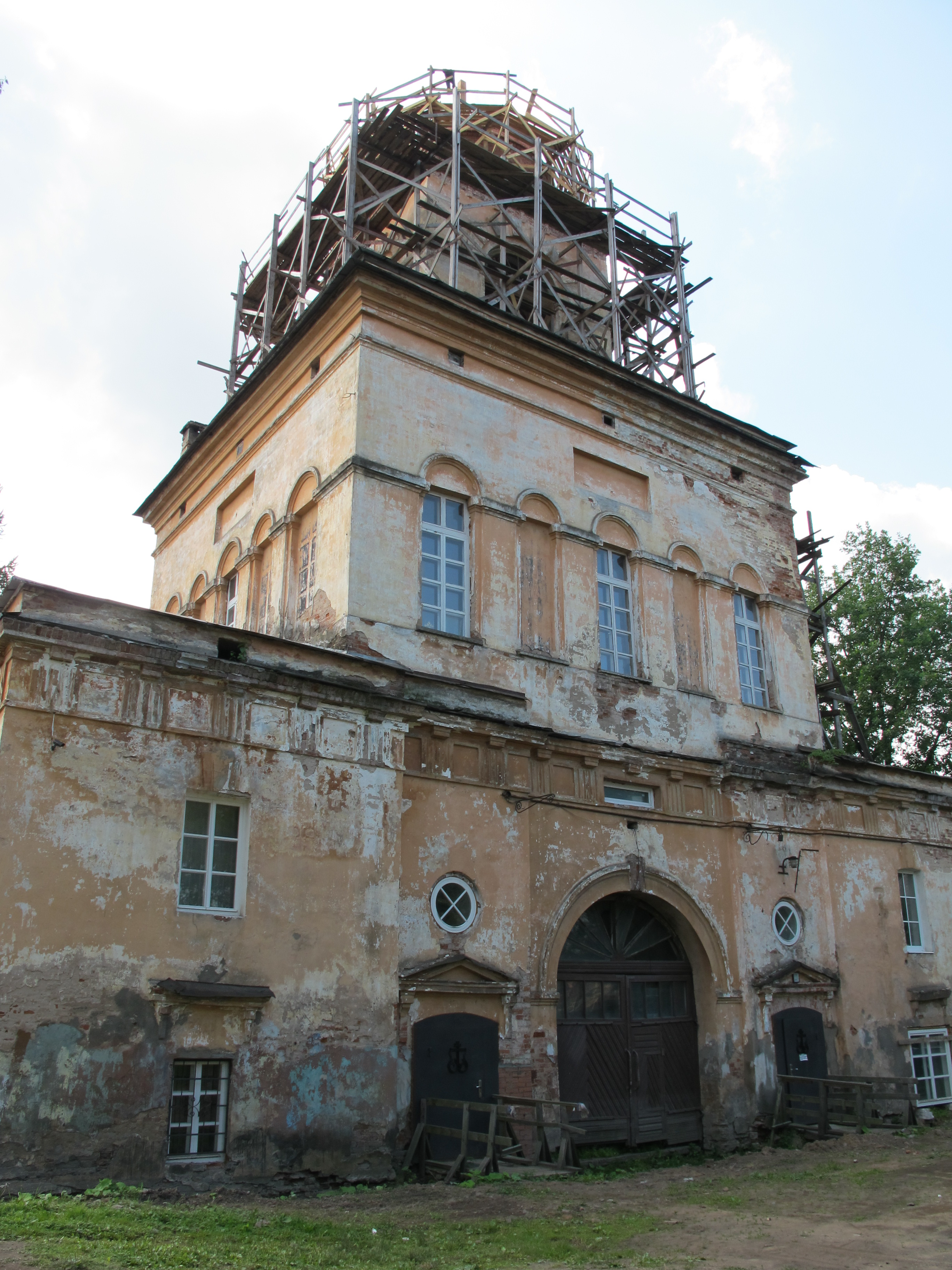
Brama wjazdowa na teren klasztoru, stan na 2013

Nowe prace budowlane w monasterze zainicjowała ihumenia Augusta (Swiesznikowa), kierująca wspólnotą w latach 1823–1858. W okresie tym rozebrano starą dzwonnicę, zastępując ją czterokondygnacyjną budowlą, która pełniła równocześnie funkcje bramy wjazdowej na teren klasztoru. W obiekcie tym znajdowała się również cerkiew św. Katarzyny. Ihumenia Augusta zbudowała w monasterze również nowy budynek z refektarzem, pomieszczeniami przełożonej, kancelarią i cerkwią Narodzenia Pańskiego, a także drugi budynek murowany z celami mniszek. Prace zainicjowane przez ihumenię Augustę ukończyła jej następczyni Serafina (Timkowska).
W 1859 w monasterze wizytę złożył car Aleksander II.
Z inicjatywy kolejnej przełożonej klasztoru, Rafaeli (Warnot), mniszki otworzyły przytułek dla osieroconych dziewczynek, który miał być wotum dziękczynnym za ocalenie rodziny carskiej z katastrofy kolejowej w Borkach. W 1914 w przytułku żyły 23 wychowanki. Ihumenia Rafaela zainicjowała również remont i rozbudowę soboru monasterskiego oraz wzniesienie dodatkowego budynku mieszkalnego dla mniszek. W przededniu I wojny światowej w monasterze przebywało 27 mniszek (z czego jedna schimniszka) i 174 posłusznice. Po sekularyzacji majątków cerkiewnych w 1764 głównym źródłem utrzymania wspólnoty stały się prywatne dary i procenty od ulokowanych w bankach pozyskanych w ten sposób funduszy. W drugiej kolejności mniszki utrzymywały się ze sprzedaży świec i prosfor, tacy oraz dopłat kierowanych przez Świątobliwy Synod Rządzący.

### XX–XXI w.

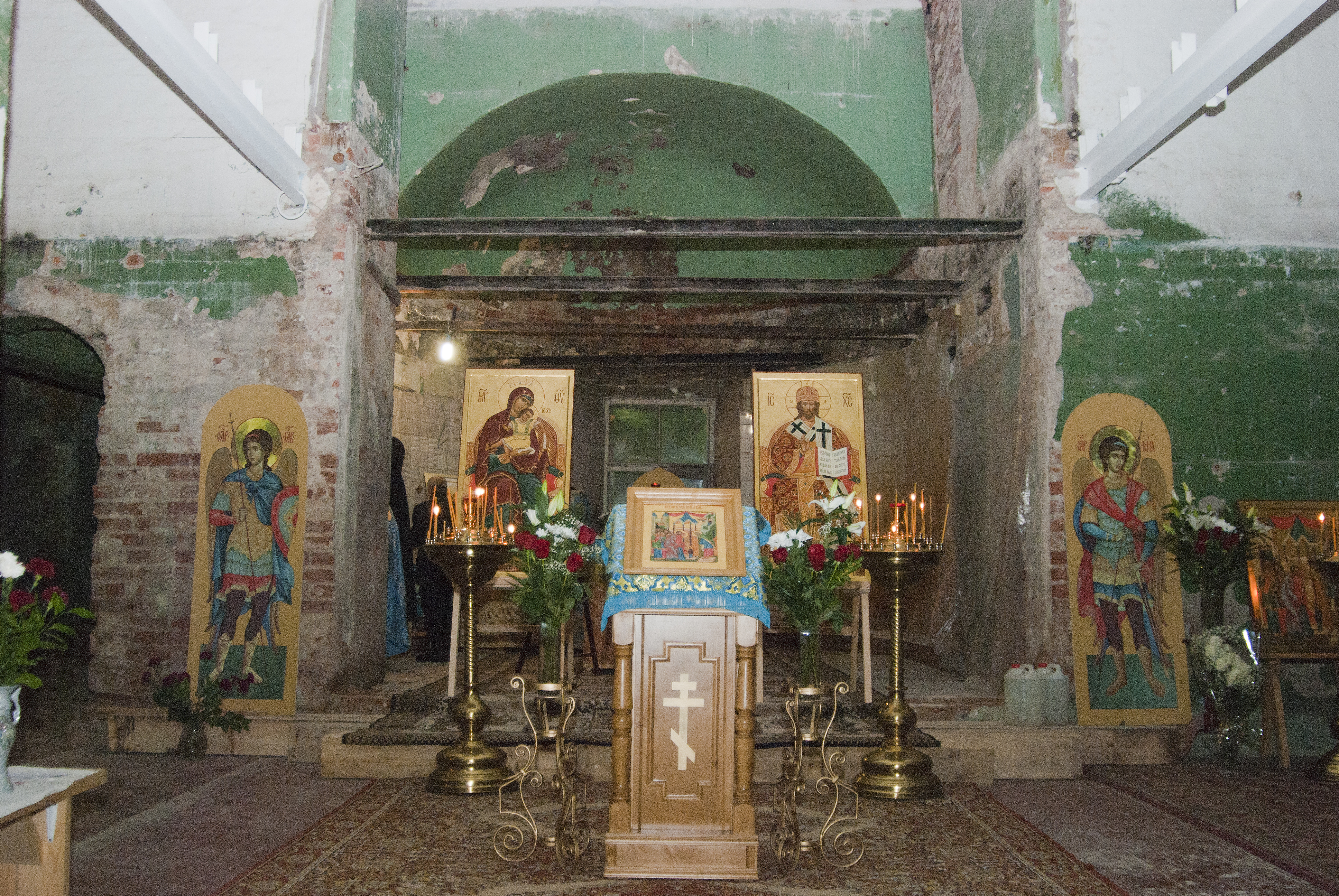
Wnętrze zdewastowanego soboru monasterskiego, stan na 2012

Po rewolucji październikowej monaster został początkowo nieoficjalnie, a w 1926 formalnie zlikwidowany. W zabudowaniach klasztornych zakwaterowano osoby niezwiązane ze wspólnotą, a mniszki zmuszono do zwolnienia części pomieszczeń lub zamieszkania w domach prywatnych. Ostatnia przed rewolucją ihumenia monasteru Joannicja (Kożewnikowa) padła ofiarą wielkiego terroru.
Monaster został reaktywowany w 2009, a jego pierwszą przełożoną została mniszka Tabita. Sprawowała ona tę funkcję do 2017 r., gdy zastąpiła ją mniszka Pawła (Wasiukowa).

## Związane z monasterem

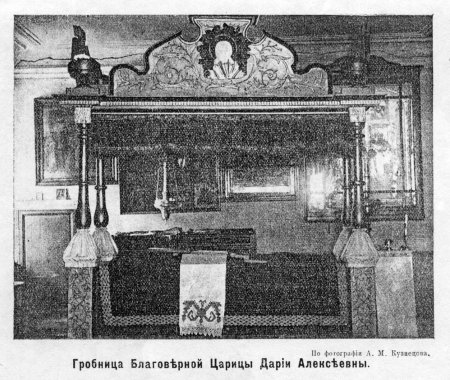
Zniszczony po 1917 nagrobek Darii (Kołtowskiej)

W Tichwinie funkcjonuje lokalny kult mniszki Darii (Kołtowskiej), pochowanej w monasterskim soborze. Jej ozdobny sarkofag został zniszczony po 1917, obecnie na jego miejscu znajduje się drewniany krzyż.
Życie monastyczne w klasztorze w Tichwinie rozpoczęła Marija Sołopowa, późniejsza ihumenia Taisa, twórczyni monasteru Narodzenia św. Jana Chrzciciela w Leuszynie, jednego z największych i najważniejszych klasztorów żeńskich w ostatnich latach Imperium Rosyjskiego.